# Covetes dels Moros
El conjunt anomenat Covetes dels Moros és un grup de coves-finestres, o coves artificials amb orificis en forma de finestra, penjades a meitat d'un penya-segat rocós. Situades al barranc de la Fos, al vessant dret, tan sols a uns 300 m al nord del nucli urbà medieval de Bocairent. És el grup més complex i nombrós, amb diferència, de tota la capçalera del riu Clarià, on hi ha altres petits grups en els barrancs entre Bocairent, Ontinyent i Alfafara. És també el més famós i del qual més s'ha escrit.Va ser declarat bé d'interès cultural el 1931.

## Descripció historicoartística
Es desconeix l'època de realització i el seu ús exacte, tot i que s'han utilitzat com a refugi. Es tracta de 53 buits artificials excavats a la roca. Encara que existeix la creença popular que la seva antiguitat es remunta a l'època de dominació àrab, l'existència de 48 tombes visigòtiques a la rodalia corrobora, en certa manera, l'origen de les Covetes dels Moros. Segons aquesta teoria, aquests 48 enterraments correspondrien als 53 habitacles d'una comunitat anacoreta. Estan situades a gran alçada, per la qual cosa el seu accés es realitzava escalant, com mostren els rebaixos de les cavitats. A l'interior són de petita alçada, cosa que impedeix romandre-hi dret.
Consta d'unes cinquanta finestres, que donen accés a altres tantes cambres, així com de nou finestres més, que tan sols estan iniciades i inacabades. Les finestres es disposen en tres o quatre nivells, però sense formar nivells regulars. És molt probable que la gran majoria d'aquestes cambres fossin concebudes per estar aïllades, almenys en un principi, ja que totes tenen argolles d'ancoratge per a les cordes i dispositius per a encastar portes-marcs, solcs..., però en l'actualitat estan totes intercomunicades per ruptures en les parets (que també semblen antigues), així com per «pous-xemeneies» per salvar els desnivells. Així mateix, una de les finestres es troba a un nivell més baix que la resta del grup (a uns 8 metres del terra) i no té cambra, sinó que és del tipus «xemeneia», amb bons escalons. El 1908 es va fer explotar una barrina per facilitar-ne l'accés, cosa que la va desfigurar.
A l'edat mitjana, en tota la seva operativitat, a les Covetes s'accedia per una finestra principal, situada més baixa que la resta (a 8 m), a la qual s'arribava escalant amb unes osques fetes a la paret (pedal). Avui és molt més fàcil, ja que s'hi han instal·lat escales. Dos accessos d'aquest tipus de pedal es constaten cap a les finestres del terç nord i extrem nord. Les cambres, gairebé totes de planta aproximadament rectangular i variables quant a mesures (2,5 x3 m i 2,5 x 4 m, com a mitjana), no presenten sitges ni elements destacables, i només unes quantes tenen dipòsits o compartiments oberts. Davant d'aquest grup, hi ha una finestra solitària, el Calvari, i al voltant del mateix Bocairent també trobem el grup del Colomer i el d'en Gomar.
Les interpretacions d'aquestes cavitats han estat molt diverses, al llarg del temps (cambres sepulcrals d'èpoques antigues, graners, cenobis visigòtics…) i difícils de datar, per falta de materials arqueològics, inscripcions o altres dades. Després de diverses prospeccions arqueològiques dutes a terme pel MAOVA (Museu Arqueològic d'Ontinyent - Vall d'Albaida) —encara no completades—, es pot assegurar que es tractava de graners-magatzems de seguretat, realitzats en època andalusina, que servirien a determinades comunitats camperoles de les proximitats, molt probablement d'ascendència amaziga. Sembla que és un model de graner traslladat del nord d'Àfrica (els tazaghin de l'alt Atles, per exemple).
Hipotèticament, el seu funcionament hauria de ser remotament semblant al d'un magatzem col·lectiu amazic o agadir, almenys per al grup major de les Covetes dels Moros. Correspondrien a un moment molt precís —encara per determinar amb exactitud—, probablement entre els segles x i xi.